# Jeepers Creepers (film 1939)
Jeepers Creepers è un film del 1939 diretto da Frank McDonald.
È un film western statunitense con Leon Weaver, Frank Weaver, June Weaver e Roy Rogers.

## Produzione
Il film, diretto da Frank McDonald su una sceneggiatura di Dorrell McGowan e Stuart E. McGowan, fu prodotto da Armand Schaefer per la Republic Pictures e girato in California.

## Colonna sonora
- Jeepers Creepers - musica di Harry Warren, parole di Johnny Mercer
- The Little Brown Jug - scritta da Joseph Winner (as R.A. Eastburn)
- In the Shade of the Old Apple Tree - musica di Egbert Van Alstyne, parole di Harry Williams
- Listen to the Mockingbird - musica di Richard Milburn, parole di Septimus Winner
- In the Good Old Summertime - musica di George Evans, parole di Ren Shields

## Distribuzione
Il film fu distribuito negli Stati Uniti dal 27 ottobre 1939 al cinema dalla Republic Pictures.
Altre distribuzioni:
- nel Regno Unito (Money Isn't Everything)
- in Brasile (Onde o Ouro não é Lei)